# Rászámolás (Eakins-kép)
A Rászámolás (Taking the Count) Thomas Eakins amerikai festő alkotása, amely 1899-ben készült.
Az 1890-es évek végén Eakins visszatért a sport és a férfiatléták témájához képein. Az 1870-es évektől eltérően nem evezősöket baseballjátékosokat, vadászokat festett, hanem helyi ökölvívókat, akik ócska, füsttel teli arénákban, tornatermekben csaptak össze Philadelphiában. Eakins Samuel Murray szobrásszal és más barátaival járt díjmérkőzésekre, elsősorban a városi arénába. Az épület a Broad Street és a Cherry Street találkozásánál állt, szemben a szépművészeti akadémiával. A bokszmeccsekről készült képei, tárgyukat tekintve, ugyanúgy forradalmiak voltak, mint két évtizeddel korább sport témájú művei.
A festmény az 1898. április 29-én Philadelphiában megvívott, Charley McKeever és Jack Daly közötti összecsapás egy pillanatát jeleníti meg. McKeever a kép bal oldalán áll, míg Daly a féltérdre ereszkedett versenyző. Közöttük a mérkőzés bírója, H. Walter Schlichter látható, aki rászámol Dalyre, aki megszédült egy ütéstől. A díjmérkőzések világa, Eakins képei előtt, szinte kizárólag a sajtóban és nyomatokon jelent meg vizuálisa. Eakins volt az első, aki szépművészeti kontextusba helyezte ezt a sportot, mintegy szembeállítva a boksz világát a kor finomkodó konvencióival. A festményt a New York-i Francis P. Garvan műgyűjtő adományozta a Yale Egyetem múzeumának.
A festő két másik képet is szentelt az ökölvívásnak, a Menetek között a Philadelphiai Museum of Art gyűjteményének része, az Üdvözlet pedig az Addison Gallery of American Artban látható.